# Alte Synagoge (Erfurt)

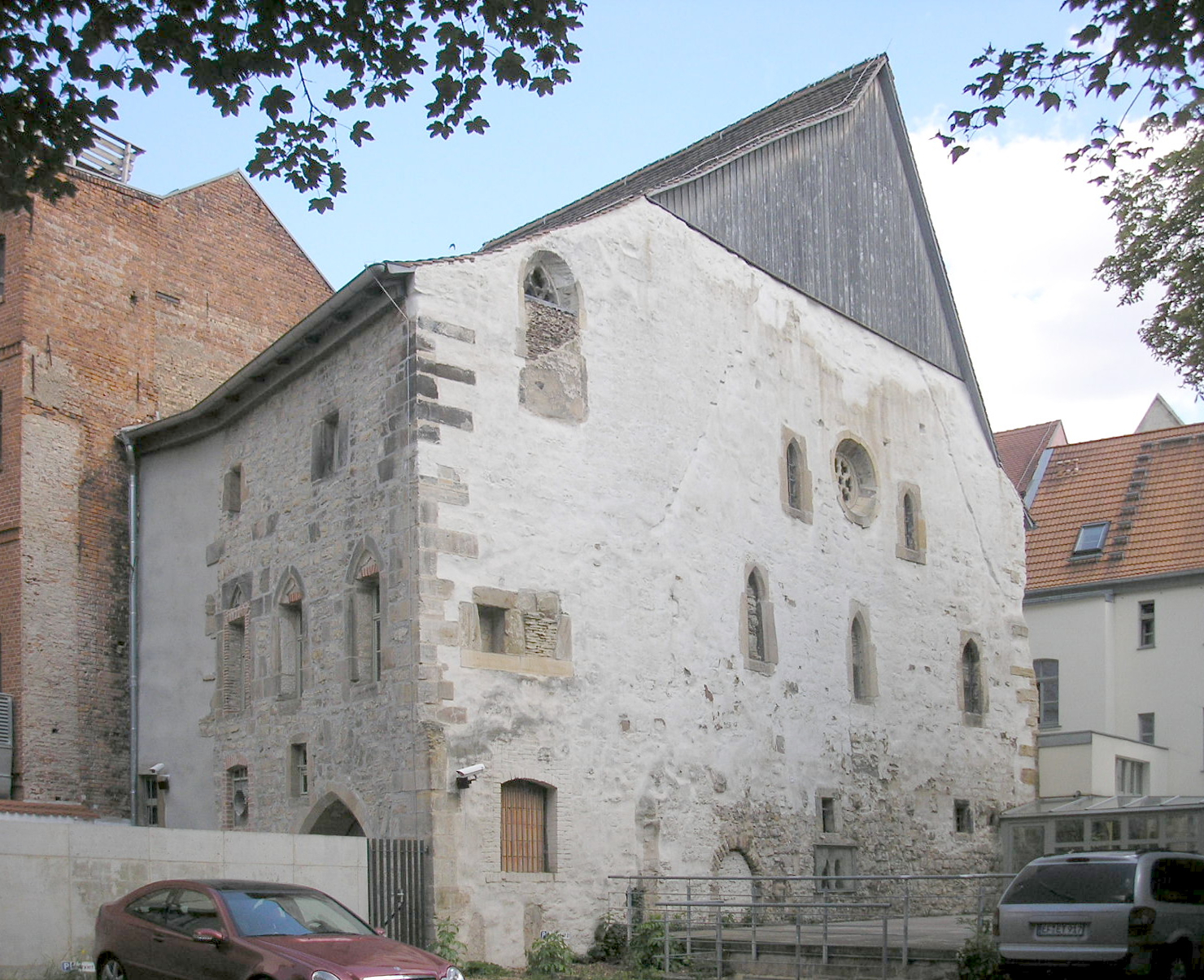
Alte Synagoge Erfurt

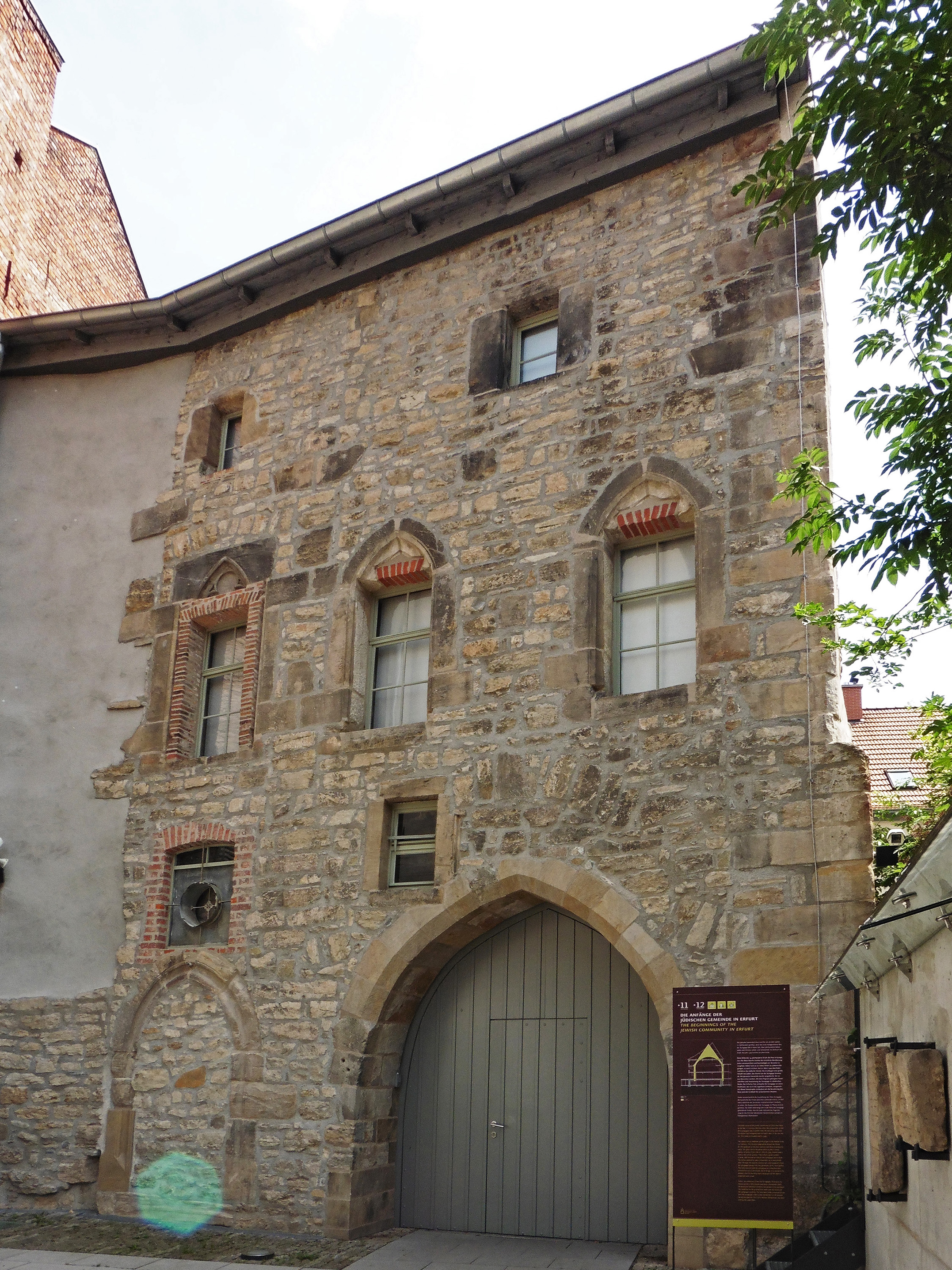
Ansicht von Nordwesten, mit einer der im Zuge der Umnutzung eingebauten Toreinfahrten.

Die Alte Synagoge in Erfurt ist eine ehemalige Synagoge und mit einem Alter von über 900 Jahren die älteste erhaltene Synagoge Europas. Sie befindet sich in der Erfurter Altstadt im Innenhof des Häuserblocks Fischmarkt – Michaelisstraße – Waagegasse.
Zur Synagoge gehört die 2007 bei Bauarbeiten hinter der Krämerbrücke entdeckte, etwa 750 Jahre alte Mikwe. Der bedeutende, 1998 in unmittelbarer Nachbarschaft der Synagoge gefundene Jüdische Schatz von Erfurt ist seit Oktober 2009 in der Synagoge ausgestellt. Im September 2023 wurde die Synagoge als Teil der Stätte Jüdisch-Mittelalterliches Erbe in Erfurt in die Liste des UNESCO-Welterbes aufgenommen. Kuratorin ist seit 2019 Maria Stürzebecher.

## Geschichte

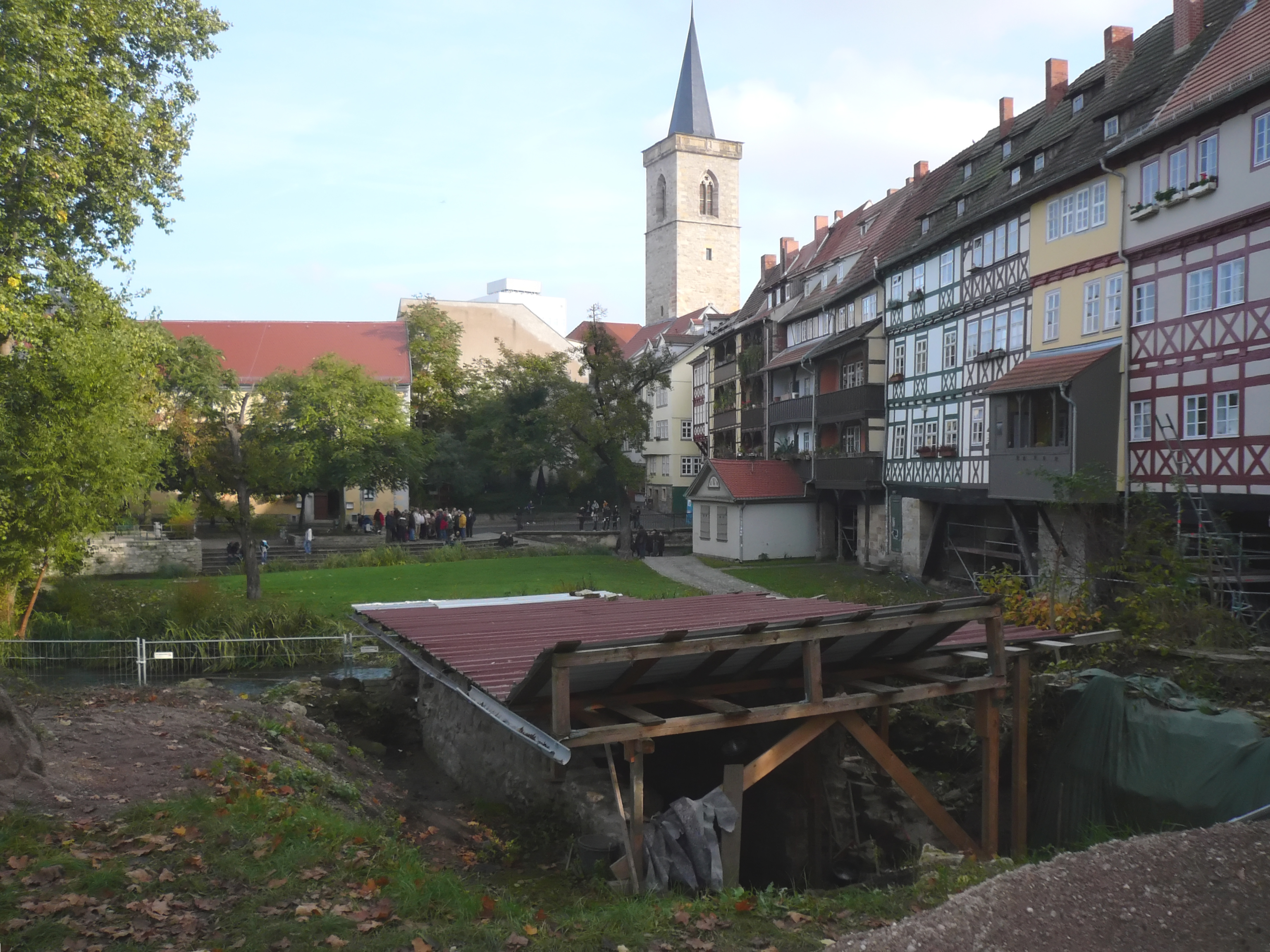
Freilegung der mittelalterlichen Mikwe.

Das älteste noch erhaltene Teil der Synagoge ist ein Stück der Westmauer, das nach den Ergebnissen einer Holzanalyse um 1094 entstand. Ein weiteres Stück dieser Mauer stammt aus einer zweiten Bauphase im 12. Jahrhundert.
Der Großteil des Bauwerks entstand um 1270 bei einem Umbau zu einer repräsentativen Synagoge. Zur selben Zeit entstand die Prager Altneu-Synagoge. Um 1300 wurde die Erfurter Synagoge erneut umgebaut, sie wurde aufgestockt und durch einen Anbau nach Norden erweitert.
1349 fand ein verheerendes Pogrom zur Zeit der Pest statt, bei dem die Juden der Stadt ermordet wurden. Anschließend wurde das Gebäude als Lagerhaus genutzt und deshalb ab 1350 zahlreichen Umbauten unterzogen. Es wurden unter anderem Zwischendecken eingezogen, ein neues Dach wurde aufgebaut und das Gebäude wurde unterkellert. In die Nord- und die Ostfassade wurden Tordurchfahrten eingefügt. Über fast 500 Jahre wurde das Gebäude als Lagerhaus genutzt. Ende des 19. Jahrhunderts wurde das Gebäude dann Teil der Gaststätte „Zur Feuerkugel“ und zu einem Tanzsaal umgebaut. Später entstand im Keller eine Kegelbahn.
Bedingt durch die häufigen Umbauten war die Synagoge nicht mehr als solche zu erkennen und historisch auch nicht mehr als solche bekannt, weshalb sie auch die Zeit des Nationalsozialismus unbeschadet überstand.

### Museum
1992 ergaben Bauuntersuchungen, dass die Synagoge von besonderem kulturhistorischen Wert ist. Kurz zuvor hatte die Treuhandliegenschaftsgesellschaft das Gebäude allerdings schon an einen Investor verkauft, der es wieder gastronomisch nutzen wollte. 1998 kaufte die Stadt Erfurt dann die Alte Synagoge. Seitdem wurde sie saniert, und seit dem 27. Oktober 2009 präsentiert sie als Museum insbesondere mittelalterliche Sachzeugnisse zur Geschichte der jüdischen Gemeinde Erfurts. Das Museum ist Teil der Ausstellung Jüdisches Leben in Erfurt, die außerdem in der mittelalterlichen Mikwe, der Kleinen Synagoge und der Neuen Synagoge gezeigt wird. Eine Dokumentation zur Baugeschichte der Synagoge beleuchtet weitere Aspekte der jüdischen Gemeindegeschichte.
In der Alten Synagoge finden einmal monatlich die „Erfurter Synagogenabende“, veranstaltet von der Stadt und dem Verein für die Geschichte und Altertumskunde von Erfurt, mit Vorträgen und Musik statt.

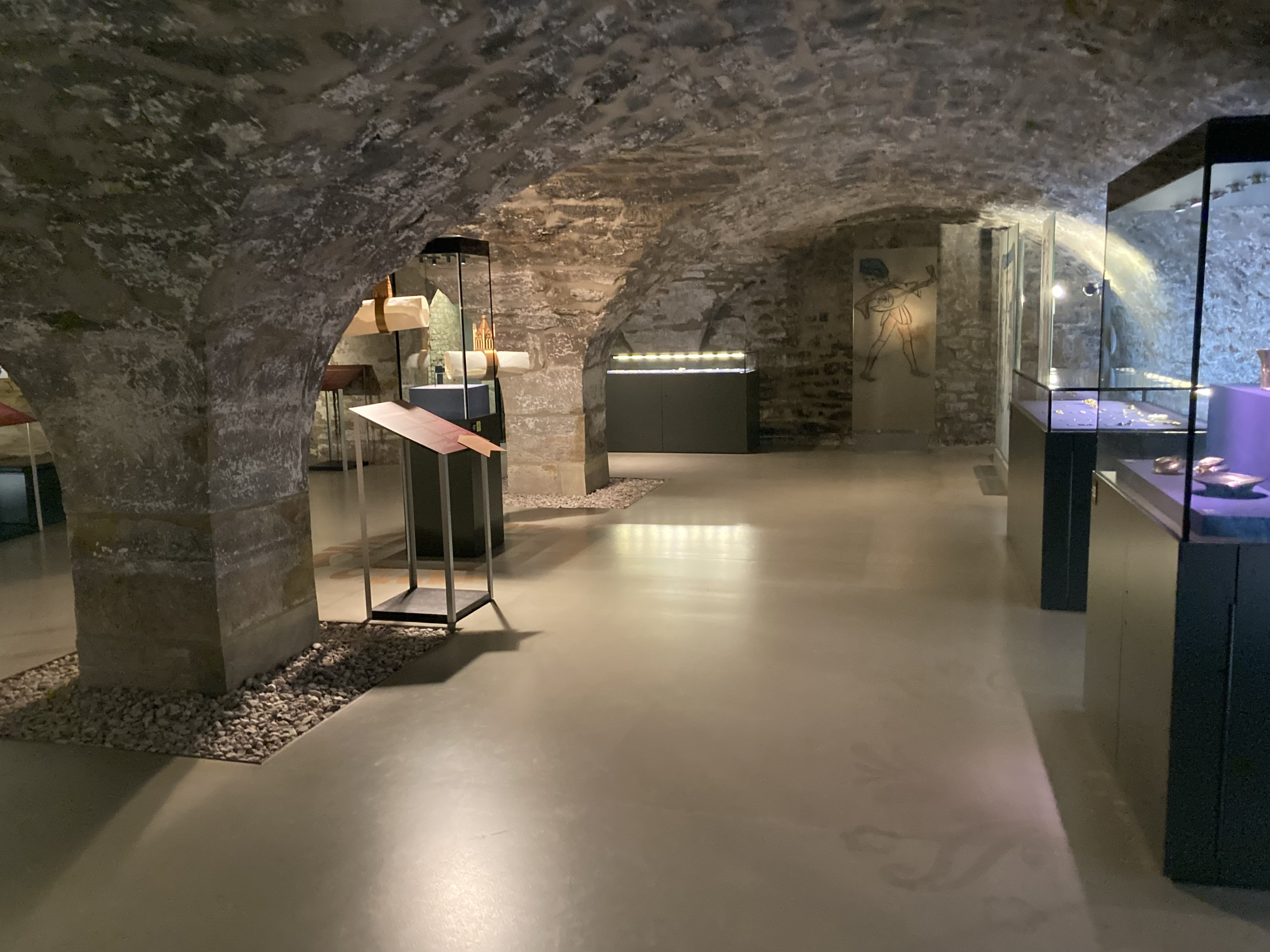
Keller
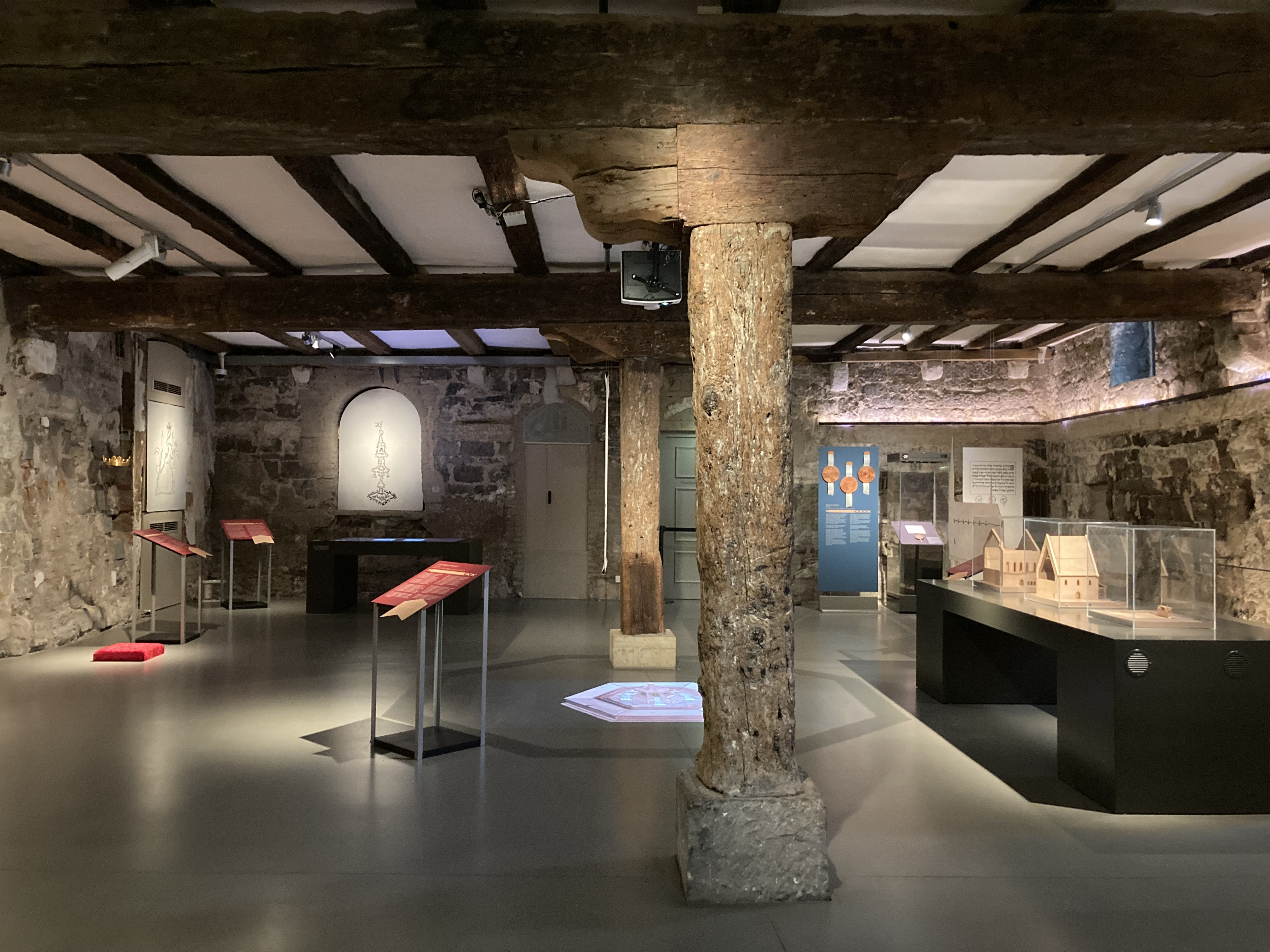
Erdgeschoss
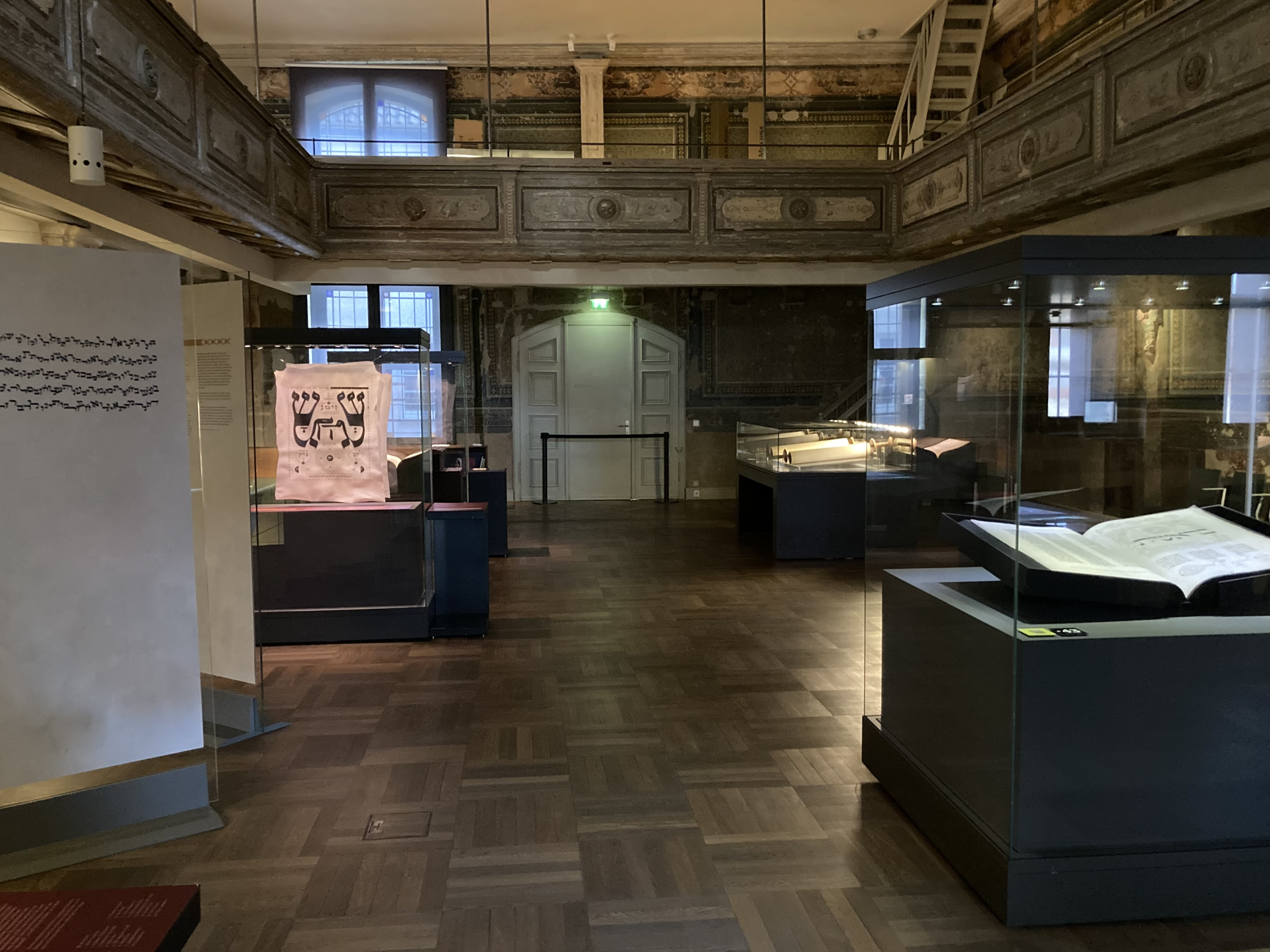
Obergeschoss

## Auszeichnungen
- 2013: Nike des Bundes Deutscher Architekten (BDA) in der Kategorie Symbolik[5]
- 2023: UNESCO-Kultur- und -Naturerbe als Teil der Stätte Jüdisch-Mittelalterliches Erbe in Erfurt[6]